# 菅井秀憲
菅井 秀憲（すがい ひでのり、7月6日 - ）は、オペラ歌手（バリトン）、ヴォーカルディレクター、ヴォイストレーナー、ミュージカル歌唱指導、合唱指揮者。
京都府京都市出身。二期会会員。Hi-De Shout International代表取締役。日本モンテッソーリ学会会員旧芸名は菅井英憲、菅井英斗。

## 来歴・人物
京都府京都市左京区出身。小学校時代に仙台に引っ越し、聖ウルスラ学院小学校に転入する。東北学院中学校・高等学校、武蔵野音楽大学音楽学部声楽学科を卒業。二期会オペラスタジオ修了。日本では宮本昭太、横山修司に、イタリアではエッダ・リゲットにオペラ・発声を師事、ニューヨークではJuanita Flemingにゴスペル・ポップスを師事、ロサンゼルスにてHiroki Konnoにポップス発声を遊学で師事。
ベートーヴェン交響曲第9番「合唱」仙台フィルハーモニー管弦楽団のバリトン独唱で出演。ニューヨークのカーネギーホールでは｢HIDE GODSPEL JAPAN｣を率いて出演。聴衆より演奏中に歓声が上がるなど好評を博す。また、大学在学中に成績優秀者によるコンサートに推薦され演奏、学園定期公演オペラ『ウィンザーの陽気な女房たち』ではDr.カーユス役にオーディションにて抜擢されデビュー。
新国立劇場、藤原歌劇団、帝国劇場、日本オペレッタ協会などのオペラ、ミュージカルに出演。
また、ハロー!プロジェクトヴォーカルアドバイザーとして、テレビ東京の『ASAYAN』ではモーニング娘。5期オーディションを皮切りに、6期、8期メンバーオーディションのヴォイストレーナーとして出演。Juice=JuiceやAKB48のヴォーカルアドバイスも務める。それ以外にも多数プロダクションの有名アーティストのヴォーカル、ヴォイストレーニング及びヴォイスコンディショニングを担当。PRODUCE101JAPAN SEASON1,2ボーカルトレーナーを担当。
2016年より、東京都渋谷区にレッスンスタジオ〈Hide Professional Arts〉を開設。

## 歌唱指導

### ミュージカル
- グレイ・ガーデンズ（東宝／演出：宮本亜門）
- スウィーニー・トッド（ホリプロ／演出：宮本亜門）
- ピアフ（東宝／主演：大竹しのぶ、演出：栗山民也）
- 浜名湖花博ミュージカル「ロックンロール花咲かじいさん」
- バンダイミュージカル「美少女戦士セーラームーン」
- モーニング娘。主演「江戸っ娘。忠臣蔵」（明治座）
- 後藤真希主演「ケン＆メリーのメリケンオンステージ」、「サヨナラのLOVE SONG」（青山劇場）
- 松浦亜弥主演「草原の人」（ル テアトル銀座）、「オアシスと砂漠」（青山劇場）
- ブロードウェイミュージカル「ZAZA」（東宝／シアタークリエ）
- ブロードウェイミュージカル「Next to Normal」（東宝／シアタークリエ）

他多数

## 出演番組
- 倫敦音楽館 Lon-mu（テレビ東京）
- 笑っていいとも（フジテレビ）
- ソロモン流（テレビ東京）
- おはスタ（テレビ東京）
- 豪腕!コーチング!!（テレビ東京）
- ハロー!モーニング。（テレビ東京）
- ASAYAN（テレビ東京）
- AKB48 ネ申テレビ（ファミリー劇場）
- G★ウォーズ（フジテレビ）
- ドキュメンタリー（NHK総合）
- あさイチ（NHK総合）
- おしゃれイズム（日本テレビ）
- 櫻井有吉アブナイ夜会（TBS）
- 未来シアター（日本テレビ）
- 音楽チャンプ（テレビ朝日）
- お願い!ランキング（テレビ朝日）
- グッド!モーニング（テレビ朝日）
- PRODUCE 101 JAPAN（TBS・GYAO!）
- PRODUCE 101 JAPAN SEASON2（TBS・GYAO!）
- ぽかぽか（フジテレビ）

他